# 朱為白
朱為白（1929年4月16日—2018年12月31日），原名朱武順。生於南京，台灣當代藝術家，是現代藝術組織東方畫會成員會員之一。他擅長以刀剪、布料與紙張創作，被譽為「東方空間主義的開創者」。
1949年隨軍前往台灣，1953年在廖繼春的「雲和畫室」習畫，1958年起加入「東方畫會」，1960年啟發於空間主義創始人封塔那（Lucio Fontana），朱為白的創作突破材質的平面限制，透過刀剪線縫手藝營造溫潤的氣質及空間感，呈現藝術家對生命的感悟。
藝術家以刀為筆、透過劃破畫布超越二度空間的侷限，形塑獨特的藝術語彙。在簡鍊而純淨的構圖中融入道家哲思，使虛實相生、有無相應，予人內省與澄澈之感。作品承載著內斂而深遠的情感，透過理性的改造與昇華，展現媒材本質的獨特韻律。他不斷探索材質的可能性，以漸進推演的方式，突破傳統美術框架，追求虛靜、廣闊且純粹的精神世界，為當代藝術的多元表現留下深刻印記。
朱為白崛起於五〇年代末、六〇年代初的現代繪畫浪潮之中。在歐美「不定形」、「非形象」、「抽象」藝術風潮席捲之際，他不斷思索如何在吸收西方藝術語彙的同時，保有東方美學的精神，並在交融之中開創屬於自己的藝術之路。早年環境困頓、物資匱乏，反而促使他勇於實驗各種材質，透過切割與拼貼，使紙張、布料、棉花棒錯落交疊，形塑充滿韻律與層次的視覺語彙。
他曾短暫受教於廖繼春，習得素描與油畫，卻未曾接受正統學院訓練。在與「東方畫會」會友的交流切磋中，他積極參與台灣現代繪畫運動，共同推動新的藝術風貌。從早期的油畫與素描，到線裝冊頁、棉花棒、棉麻布、木刻、玻璃版畫，他的創作歷程橫跨數十載，展現不斷求索的精神，拓展了台灣現代藝術的嶄新視野。
朱為白重要個展包括1971年加州史丹佛大學個展，2005年台北市立美術館的「朱為白回顧展

」，2012年關渡美術館的「造空者」；重要群展包括1969-1970年「第十一屆現代版畫展」及「第十二屆現代版畫展」，1974與1979年英國的「第四屆英國國際版畫雙年展」與「第六屆英國國際版畫雙年展」，1981年台灣省立美術館（今國立台灣美術館）的「東方‧五月二十五週年聯展」，1986年於香港的「台北現代畫1986香港大展」，台北市立美術館的「中國現代繪畫回顧展」，國立歷史博物館的「中國當代繪畫展」，1987年國立歷史博物館的「中國當代繪畫新貌展」，1988年高雄市立中正文化中心的「現代繪畫展」，1996年上海美術館的「台北現代藝術交流展」，2003與2004年台北市立美術館的「長流－50年代台灣美術發展」，2016年台北亞洲藝術中心的「1960–台灣現代藝術的濫觴」，2017年由比利時伊克塞爾博物館舉辦的「從中國到台灣–抽象藝術先鋒（1955-1985）」。近期個展為2018年亞洲藝術中心之「朱為白回顧展－破空為白」、香港巴賽爾藝術展朱為白、馮鍾睿雙個展，以及2024年由國立歷史博物館舉辦的「五月與東方－台灣現代藝術運動的萌發」特展。

### 2005年「朱為白回顧展」，台北市立美術館
朱為白於五O年代末、六O年代初的畫壇上崛起，是一位在媒材使用上充滿實驗性探索的藝術家，也是台灣戰後現代畫運動的先鋒，直到現在仍創作不輟。他由生活環境中尋求靈感，以西方形式，探求富含東方精神內涵的創作。表現自我、開拓新的藝術表現形式，是他在持續追尋的方向。此次個展，回顧了朱為白的創作軌跡，重新審視並深入探索他的藝術理念。

### 2024年「五月與東方－台灣現代藝術運動的萌發」，國立歷史博物館
戰後華人藝術的發展脈絡為台灣藝術史奠基之石、至今仍具有深刻的影響力；尤其在50-60年代五月畫會、東方畫會所引領的前衛浪潮，可謂推動戰後台灣藝術現代化進程的濫觴。
「五月與東方—台灣現代藝術運動的萌發」特展自2024年2月1日至4月28日止於台北當代工藝設計分館展出。此特展是自1981年台灣省立博物館舉辦五月東方二畫會聯展後，近年最大型且完整呈現戰後台灣現代美術運動歷史發展展覽，總計共有41位藝術家作品參展、144件作品展出，包含來自國內7家公立美術館的典藏，以及參展藝術家個人與基金會、家屬、畫廊、私人收藏家等超過30個單位及個人的作品。

## 國內外展覽經歷

### 個展
- 2019 朱為白：一念破萬象[5]，台北當代藝術博覽會，台北，台灣
- 2018 朱為白回顧展—破空為白[6][7]，亞洲藝術中心，台北
- 2014 春耕逸境－朱為白個展[8][9]，大象藝術空間館，台中
- 2012 黑與白－朱為白版畫系列回顧展[10]，月臨畫廊，台中
- 2012 造空者－朱為白個展[11][12]，關渡美術館，台北
- 2012 藝化人生－朱為白回顧展[13]，靜宜大學藝術中心，台中，台灣

- 2010 禪境空間－朱為白大師藝術新貌創作展[14]，學學文創展坊，台北，台灣
- 2010 福言禪境－朱為白冊頁紙雕新貌展[15]，月臨畫廊，台中，台灣

- 2008 問雲思空，天使美術館，台北，台灣
- 2006 淨化．超越[16]，天使美術館，台北，台灣
- 2005 朱為白回顧展[17]，台北市立美術館，台北，台灣
- 2005 朱為白八十創作展，月臨畫廊，台中，台灣

- 2001 世宗文化會館，首爾，韓國
- 2000 涼亭生活藝術空間，台北，台灣
- 1996 龍門畫廊，台北，台灣
- 1988 三原色藝術中心，台北，台灣
- 1980 多明尼克畫廊，馬尼拉，菲律賓
- 1979 版畫家畫廊，台北，台灣
- 1976 李元佳畫廊，坎布亞，英國
- 1975 聚寶盆畫廊，台北，台灣
- 1971 史丹佛大學，加州，美國
- 1970-85 藝術家畫廊，台北，台灣 ( 每年一次 )

### 聯展
- 2024「五月與東方 – 台灣現代藝術運動的萌發」特展[18][19]，國立歷史博物館當代工藝設計分館，台北，台灣
- 2024 幾何變奏：朱為白、法賈希迪、韓迪歐[20]，亞洲藝術中心，台北，台灣

- 2021「越界」～在砌時變局中縱橫—亞洲藝術中心台北旗艦空間開幕展[21][22]，亞洲藝術中心，台北，台灣
- 2020 大隅無界：藝域的無限擴展與延伸 朱為白、李再鈐雙人展[23][24]，亞洲藝術中心，台北，台灣
- 2019 風林火山─源自東方的抽象[25][26]，亞洲藝術中心，北京，台灣
- 2018 重探1960年代台灣現代藝術的濫觴[27]，香港巴塞爾藝術展，香港
- 2017 從中國到台灣－抽象藝術先鋒 1955-1985[28]，伊克塞爾博物館，布魯塞爾，比  利時
- 2016 1960–台灣現代藝術的濫觴，亞洲藝術中心[29]，台北，台灣
- 2014 台灣美術散步道：1927-2014[30]，尊彩藝術中心，台北，台灣
- 2014 抽象．符碼．東方情－台灣現代藝術巨匠大展[31][32]，尊彩藝術中心，台北，台灣

- 2013 從零開始Part 2·無限大的小，形而上畫廊，台北，台灣
- 2013 台灣50現代畫展第一展，築空間，台北，台灣
- 2013 現代·迭起－2013臺灣的當代藝術[33]，國父紀念館，台北，台灣
- 2013 非形之形－台灣抽象藝術展[34]，廣東美術館，廣東，中國